# Adenoon
Adenoon, monotipski biljni rod iz porodice glavočika, smješten u subtribus Linziinae, dio tribusa Vernonieae. Jedina vrsta je indijski endem A. indicum sa Zapadnih Gata (u državama Tamil Nadu i Kerala) gdje je poznata kao Mothasunki ili  Motha Sonki (मोठा सोनकी)
- A. indicum
- A. indicum